# Parasegling

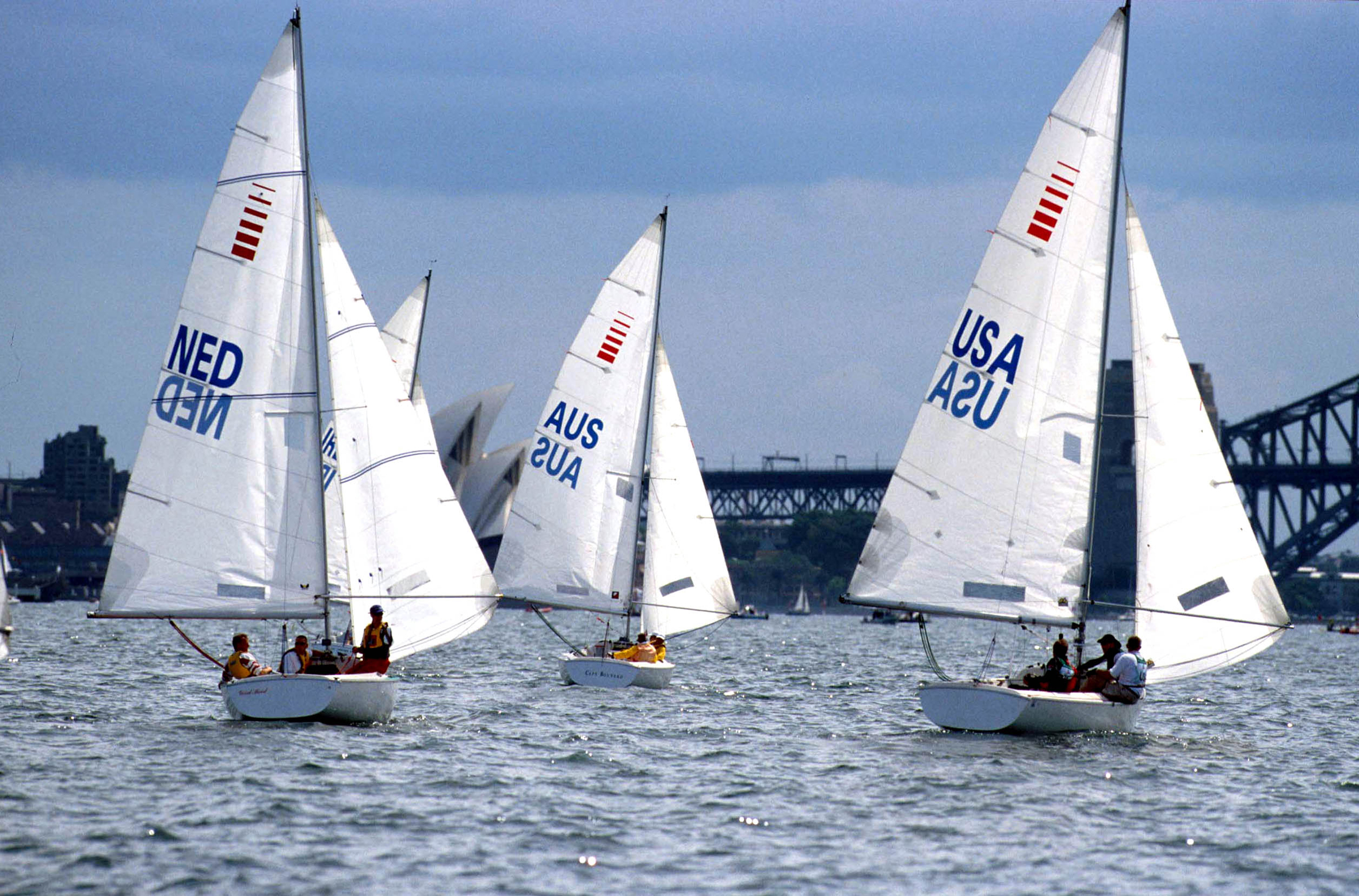
Parasegling vid de Paralympiska sommarspelen 2000 i Sydney.

Parasegling är segling för personer med funktionsnedsättning. Sporten regleras i Sverige av Svenska Seglarförbundet. Segling var med på de Paralympiska sommarspelen åren 2000–2016.
Vid internationella mästerskap klassificeras deltagarna efter fysisk förmåga från 1–7, där 7 är den lägsta graden av nedsättning. I enmansklasserna krävs endast grad 7 medan besättningar sammansätts efter ett poängsystem.

## Båtar
Vid VM i parasegling seglar man för närvarande (2019) med enmansbåtarna 2.4mR och Hansa 303 och tvåmansbåten RS Venture Connect.
2.4mR eller Tvåfyran är en liten kölbåt som vare sig kan välta eller sjunka. Den har designats av Peter Norlin och kallades förr ofta för "minitolva". Man sitter i botten och styr med händer eller fötter. Båten kan anpassas efter seglarnas specifika behov. Tvåfyran finns i många länder runt om i världen och tävlar i både paraseglings-VM och öppna VM där omkring 20 % av deltagarna har någon typ av  funktionsnedsättning.
Hansa 303 är en jolle med ett tungt barlastcenterbord och en rullmast för steglös revning av seglet och RS Venture Connect är en tvåmansbåt med höj- och sänkbar köl.
Vid de paralympiska sommarspelen år 2000 i Sydney användes enmansbåten 2.4mR och tremansbåten Sonar, en bermudariggad kölbåt. År 2008, i Qingdao i Kina, tillkom båten SKUD 18 som har spinnaker och seglades av två personer varav minst en kvinna.